# بیمارستان دانشگاه آکرشوس
بیمارستان دانشگاه آکرشوس (به انگلیسی: Akershus University Hospital) بیمارستانی همگانی در نروژ است که در ۱۹۶۱ میلادی ساخته شد و دارای ۷۱۱ تخت است.